# Managali, Somvarpet
Managali là một làng thuộc tehsil Somvarpet, huyện Kodagu, bang Karnataka, Ấn Độ.